# Bijay Gurung
Bijay Gurung (ur. 11 października 1985 w Katmandu) – nepalski piłkarz występujący na pozycji pomocnika. Zawodnik klubu Three Star Club.

## Kariera klubowa
Gurung karierę rozpoczynał w 2003 roku w zespole Friends Club z Martyr's Memorial A Division League. Występował tam przez rok. W 2004 roku odszedł do drużyny Three Star Club.

## Kariera reprezentacyjna
W reprezentacji Nepalu Gurung zadebiutował w 2005 roku.